# Restpfeiler
Als Restpfeiler, auch Restfeste oder Kohleninsel genannt, werden im Bergbau nicht abgebaute Teile einer flözartigen Lagerstätte bezeichnet. Diese Flözstücke haben nur einen kleinen Umfang und sind an mindestens drei Seiten vom alten Mann umgeben. Restpfeiler beeinflussen den Abbau von im Hangenden und im Liegenden befindlichen Lagerstättenteilen nachteilig.

## Grundlagen
Beim Abbau von Kohlen bleiben, je nach Abbauverfahren, Teile der Lagerstätte stehen. Diese zwischen den einzelnen Abbaufeldern stehengebliebenen Kohleninseln stützen nun den restlichen Lagerstättenteil wie ein Pfeiler auf einer kleinen Fläche ab. Dadurch bleibt das Gebirge über den Pfeilern in seiner ursprünglichen Lage erhalten, obwohl sich das Hangende rings um den Pfeiler bis auf das Liegende absenkt. Die so belasteten Pfeiler müssen neben dem Gewicht der senkrecht aufliegenden Hangendschichten auch das Gewicht des neben ihnen angrenzenden Bereiches tragen. Diese hohe Belastung überträgt der Pfeiler nun über seine kleine Grundfläche auf die Schichten im Liegenden. Dadurch bilden sich sowohl im Liegenden, als auch im Hangenden und auch innerhalb des Pfeilers, Zonen mit erhöhten Gebirgsspannungen aus. Der bankrechte Stauchungsdruck im Hangenden und Liegenden erhöht im Bereich des Restpfeilers die Konvergenz. Längs der Begrenzung der Kohleninsel ist eine etwa 10–30 Meter breite Zone, in der sich der Zusatzdruck aus dem Alten Mann auf den Pfeiler auswirkt. Dieser Zusatzdruck schwankt in weiten Grenzen und kann sich noch über 200 Meter unterhalb der Einwirkungsstelle bemerkbar machen. Bei sehr schmalen Pfeilern kann sich in der Mitte des Restpfeilers ein Druckmaximum ausbilden. Dabei ist das Druckmaximum umso größer, je kleiner der Pfeiler ist. Die Druckaufnahme jedes Restpfeilers ist jedoch nicht unendlich, sondern sie wird durch die Festigkeit der Kohle begrenzt.

## Auswirkungen
Restpfeiler wirken sich in mehrfacher Weise nachteilig auf den weiteren Abbau aus. Durch die Ausbildung von Zonen mit erhöhter Gebirgsspannung kann es in den betroffenen Bereichen unter bestimmten Voraussetzungen zu Gebirgsschlägen kommen. Aufgrund des erhöhten Gebirgsdruckes kommt es zu einer verstärkten Methanausgasung. Des Weiteren kommt es unter bestimmten Voraussetzungen in Restpfeilern zur Selbstentzündung der Kohle. Dies tritt insbesondere bei mächtigen Kohlenflözen mit starker Schlechten- und Lösenbildung gepaart mit wechselnder Kohlenhärte auf. Hierbei liegt die kritischste Stelle etwa fünf bis zehn Meter unterhalb der oberen Abbaustrecke. Da die Druckaufnahme des Restpfeilers begrenzt ist, kommt es bei weiterer Druckerhöhung zum Auslaufen des Kohlenstoßes. Dabei wird die Kohle häufig in feinkörniger oder pulverförmiger Form aus dem Kohlenstoß herausgeschleudert. Dieses wird durch die weitere Schwächung des Pfeilers aufgrund des Brandes begünstigt. Letztendlich kann sich der Flözbrand zu einem Grubenbrand ausweiten.

## Abbau von Restpfeilern
Aufgrund ihrer negativen Auswirkungen sollten Restpfeiler möglichst komplett abgebaut werden. Allerdings ist die Gewinnung von Restpfeilern nicht einfach. Dies liegt an dem auf den Pfeiler lastendem Druck. Um den Pfeiler abbauen zu können, muss er vom Alten Mann beginnend in Richtung des unverritzten Flözes in Verhieb genommen werden. Dabei muss der Bergmann den Pfeiler so in Verhieb nehmen, dass die Abbaufront immer parallel zur schmalsten Seite des Pfeilers liegt. Bei dieser Vorgehensweise werden die alten Abbaudruckzonen auf kürzestem Weg gekreuzt. Eine Methode, die im amerikanischen Bergbau zur Gewinnung von Restpfeilern eingesetzt wird, ist das Auger Mining.